# José Antônio Prates
José Antônio Prates ou Zé Prates (Salinas, 02 de dezembro de 1943), é um político e  arquiteto  brasileiro.

## Biografia
Filho de um tropeiro e uma dona de casa, possui dez irmãos, é casado com Sônia Maria Guedes Ferreira. Possui formação como técnico agrícola, onde concluiu o curso em Salinas e Barbacena. Também é arquiteto e urbanista formado pela UnB.
Líder estudantil em Brasília, participou da reformulação do ensino das artes e da arquitetura, através de atuações paritárias entre professores e alunos do ICAU-FAU. Foi membro do Conselho da União Nacional de Estudantes. Atuou como presidente do Diretório Acadêmico de Arquitetura e Urbanismo, da Federação dos Estudantes da UnB e da Executiva Nacional de Estudantes de Arquitetura e Urbanismo.
Ainda em Brasília, foi servidor da Câmara Legislativa do Distrito Federal, assessor parlamentar, chefe de gabinete da presidência da mesa diretora, diretor legislativo, assessor especial e secretário executivo da mesa diretora.
No ano de 2004, filiado ao PT, Zé Prates se elege prefeito da cidade de Salinas, Minas Gerais. Quatro anos depois, consegue a reeleição, agora pelo PTB.
Nas eleições de 2014, ele concorre ao cargo de deputado federal pelo PHS.
Nas eleições municipais de 2016, concorre ao cargo de prefeito de Salinas pelo PHS, e se elege, será seu terceiro mandato na cidade.

## Carreira Política em Salinas
No ano de 2004, filiado ao PT, Zé Prates se elege prefeito da cidade de Salinas, Minas Gerais. Quatro anos depois, consegue a reeleição, agora pelo PTB. Durante seus dois mandatos, fez história na cidade, com pavimentação de 90% das vias públicas, implantação de PSFs em todos os bairros do município, além da construção do Museu da Cachaça, Centro de Convenções e a Rodoviária.
Nas eleições de 2014, ele concorreu ao cargo de deputado federal, pelo PHS, porém, não foi eleito, obtendo apenas 11 mil votos.
Nas eleições municipais de 2016, concorre ao cargo de prefeito de Salinas, e caso se eleja, será seu terceiro mandato na cidade.

## Outras atuações
Cidadão honorário de Brasília, cidadão honorário de Pingo-d'Água, membro e ex-presidente do conselho de ética da Associação de Imprensa de Brasília, colaborador de várias revistas e jornais da Capital da República.
Membro do Conselho Consultivo do Instituto Histórico e Geográfico do Distrito Federal.
Membro da Academia de Letras do Distrito Federal, foi seu presidente por dois mandatos. Escritor, autor de oito obras literárias.
Autor e coordenador do projeto ACADEMINHA (Academias Infanto-juvenis) e autor do Plano Diretor de Salinas (que será doado ao município).